# 5-Hour Energy

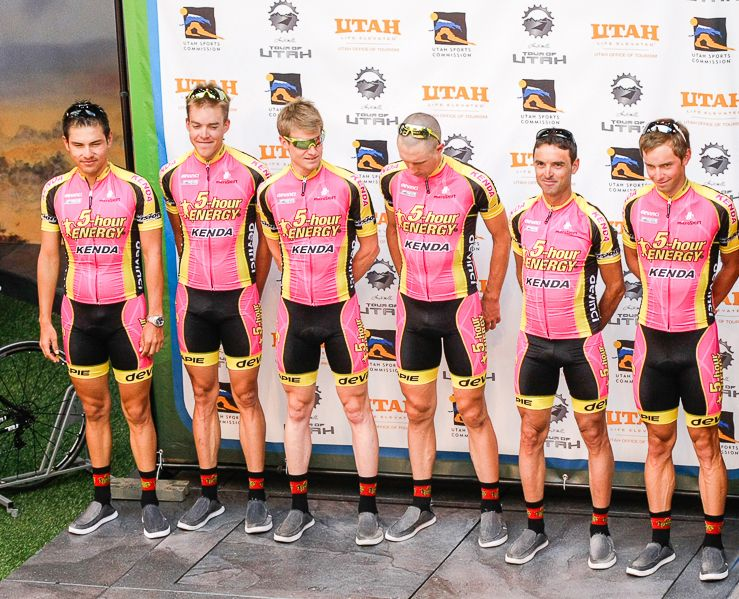
L'equip al 2013

L'equip 5-Hour Energy, conegut anteriorment com a Kenda, (codi UCI: 5HR) va ser un equip ciclista professional dels Estats Units de categoria Continental que va competir de 2009 a 2014.
No s'ha de confondre amb l'equip Giant Kenda.

## Principals victòries
- Redlands Bicycle Classic: Phil Gaimon (2012), Francisco Mancebo (2013)

### Grans Voltes
- Tour de França
  - 0 participacions
- Giro d'Itàlia
  - 0 participacions
- Volta a Espanya
  - 0 participacions

## Classificacions UCI

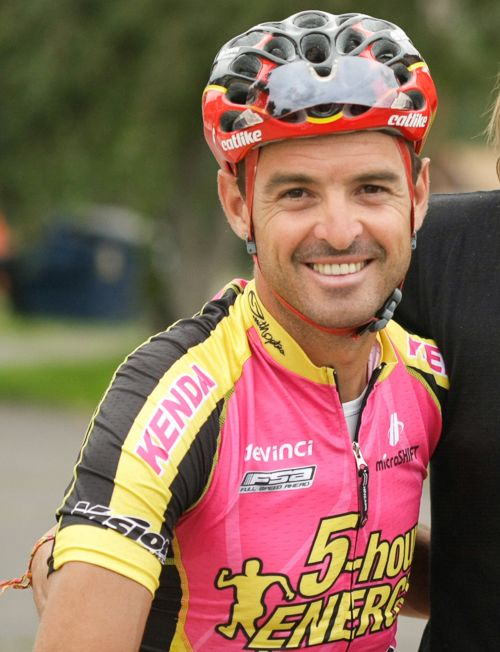
Francisco Mancebo al 2013

L'equip participa en les proves dels circuits continentals i principalment en les curses del calendari de l'UCI Amèrica Tour. Aquesta taula presenta les classificacions de l'equip als circuits, així com el seu millor corredor en la classificació individual.
UCI Amèrica Tour
| Temporada | Classificació per equips | Millor ciclista en la classificació individual |
| --------- | ------------------------ | ---------------------------------------------- |
| 2010      | 30è                      | Luca Damiani (197è)                            |
| 2011      | 17è                      | Robert Sweeting (66è)                          |
| 2012      | 14è                      | John Murphy (12è)                              |
| 2013      | 9è                       | Francisco Mancebo (5è)                         |
| 2014      | 24è                      | Michael Woods (118è)                           |

UCI Àsia Tour
| Temporada | Classificació per equips | Millor ciclista en la classificació individual |
| --------- | ------------------------ | ---------------------------------------------- |
| 2010      | 37è                      | Phillip Gaimon (197è)                          |
| 2014      | 58è                      | Chad Beyer (275è)                              |

UCI Europa Tour
| Temporada | Classificació per equips | Millor ciclista en la classificació individual |
| --------- | ------------------------ | ---------------------------------------------- |
| 2013      | 93è                      | Francisco Mancebo (216è)                       |

UCI Oceania Tour
| Temporada | Classificació per equips | Millor ciclista en la classificació individual |
| --------- | ------------------------ | ---------------------------------------------- |
| 2011      | 11è                      | Benjamin Day (33è)                             |